# Raimundo Revoredo Ruiz
Raimundo Revoredo Ruiz (Lima, 28 dicembre 1927 – Lima, 1º dicembre 2021) è stato un vescovo cattolico peruviano.

## Biografia
Raimundo Revoredo Ruiz nacque a Lima il 28 dicembre 1927 da Raimundo Revoredo Arana e Mariluz Ruiz Paz. Aveva una sorella e un fratello, Matilde e Fernando.

### Formazione e ministero sacerdotale
Il 13 febbraio 1943 entrò nel seminario della Congregazione della missione a Tarma. Studiò teologia in Bolivia e in Spagna.
Il 22 gennaio 1950 fu ordinato diacono mentre il 29 giugno dello stesso anno venne ordinato presbitero a Tarragona. In seguito fu insegnante di teologia nel seminario della sua congregazione a L'Espluga de Francolí dal 1950 al 1952 e vicario parrocchiale a Puerto de Sagunto, un municipio di Camp de Morvedre, dal 1952 al 1954. Nel 1954 venne inviato a Brooklyn, dove prestò servizio come vicario parrocchiale fino al 1964, anno in cui tornò in patria. Lì fu parroco della parrocchia di San Giovanni a Lima fino al 1971; consigliere provinciale dal 1968; direttore provinciale delle Figlie della carità di San Vincenzo de' Paoli dall'aprile del 1968; vicario episcopale per gli affari pastorali dell'arcidiocesi di Lima dal 1978 e direttore provinciale delle Figlie della carità dal 1980.

### Ministero episcopale
Il 25 novembre 1988 papa Giovanni Paolo II lo nominò vescovo-prelato di Juli. Ricevette l'ordinazione episcopale il 5 gennaio successivo nella chiesa di Juli dall'arcivescovo Luigi Dossena, nunzio apostolico in Perù, co-consacranti il vescovo di Puno Jesús Mateo Calderón Barrueto e il vescovo ausiliare di Piura Augusto Beuzeville Ferro.
Il 29 maggio 1999 lo stesso pontefice accettò la sua rinuncia al governo pastorale della prelatura. Tornò nella sua comunità religiosa e ricoprì vari incarichi, ad esempio come parroco e vicario parrocchiale. Pochi mesi prima di morire si trasferì nell'infermeria della casa centrale di Lima.
Nel 2002 venne insignito della medaglia d'oro di San Toribio de Mogrovejo, un premio assegnato dalla Conferenza episcopale del Perù per servizi speciali alla Chiesa cattolica romana in Perù a laici, membri di comunità religiose, istituzioni e gruppi.
Nel maggio del 2009 compì la visita ad limina.
Morì nella clinica "Stella Maris" di Lima alle 12 del 1º dicembre 2021 all'età di 93 anni per complicazioni da COVID-19.

## Genealogia episcopale
La genealogia episcopale è:
- Cardinale Scipione Rebiba
- Cardinale Giulio Antonio Santori
- Cardinale Girolamo Bernerio, O.P.
- Arcivescovo Galeazzo Sanvitale
- Cardinale Ludovico Ludovisi
- Cardinale Luigi Caetani
- Cardinale Ulderico Carpegna
- Cardinale Paluzzo Paluzzi Altieri degli Albertoni
- Papa Benedetto XIII
- Papa Benedetto XIV
- Papa Clemente XIII
- Cardinale Giovanni Francesco Albani
- Cardinale Carlo Rezzonico
- Cardinale Antonio Dugnani
- Arcivescovo Jean-Charles de Coucy
- Cardinale Gustave-Maximilien-Juste de Croÿ-Solre
- Vescovo Charles-Auguste-Marie-Joseph Forbin-Janson
- Cardinale François-Auguste-Ferdinand Donnet
- Vescovo Charles-Emile Freppel
- Cardinale Louis-Henri-Joseph Luçon
- Cardinale Charles-Henri-Joseph Binet
- Cardinale Maurice Feltin
- Cardinale Jean-Marie Villot
- Arcivescovo Luigi Dossena
- Vescovo Raimundo Revoredo Ruiz, C.M.